# HD 147553
HD 147553，又名CD-3211687，SAO 207625、HR 6097，是一颗恒星，视星等为6.47，位于銀經345.99，銀緯11.37，其B1900.0坐标为赤經16h 17m 30.4s，赤緯-32° 11.37′ 54″。